# Giselle Salandy
Giselle Salandy est une boxeuse professionnelle originaire de Trinité-et-Tobago née le 25 janvier 1987 à Siparia et morte le 4 janvier 2009 dans un accident de voiture.

## Carrière
Passée professionnelle en 2000, elle devient championne du monde WBA et WBC dans la catégorie super-welters le 15 septembre 2006 puis réunifie le titre en remportant les ceintures IWBF (le 9 décembre suivant), WIBA (le 24 mars 2007) et WIBF (le 29 mars 2008).

## Référence
1. ↑  (en) Boxing champion Salandy dies in car crash (triniview.com)